# ای۴ هلدینگ
ای۴ هلدینگ (انگلیسی: A4 Holding) شرکت ترابری ایتالیایی است، که در سال ۱۹۵۲ تأسیس شد.